# Pawel Grigorjewitsch Maljarewski
Pawel Grigorjewitsch Maljarewski (russisch Павел Григорьевич  Маляревский; * 8.jul. / 21. Januar 1904greg. in Tobolsk, Russisches Kaiserreich; † 4. März 1961 in Moskau) war ein sowjetischer Dramatiker.

## Leben
Maljarewski war der Sohn eines Schuldirektors. Nach dem Schulabschluss und kurzer Tätigkeit als Bibliothekar zog er 1923 nach Irkutsk und studierte an der dortigen Universität Jura. In diese Zeit fallen auch erste literarische Versuche. 1932 veröffentlichte Maljarewski in der lokalen Zeitschrift Будущая Сибирь (Buduschtschaja Sibir) einige Gedichte, 1934 folgte mit Доржи Банзаров (Dorschi Bansarow) der erste Mehrakter. Nach einem Werk für das Puppentheater verfasste er 1937 das Märchenstück Счастье (Stschastje) auf Grundlage burjatisch-mongolischer Folklore. Es wurde auch in Ulan-Ude und später in Leningrad und Moskau gezeigt. Noch im selben Jahr erhielt Maljarewski die Berufung zum literarischen Leiter des Irkutsker Theaters und übte diese Position bis an sein Lebensende aus. Infolge des Deutsch-Sowjetischen Krieges verfasste er auch Gedichte für Agitationsbrigaden, die im örtlichen Schauspielhaus Боевые теасборники (Bojewoi teasborniki) auftraten, sowie Stücke über das Kriegsgeschehen.
Obwohl Maljarewski auch später Bühnenwerke für Erwachsene schrieb, wurde er v. a. für seine Märchen bekannt. So adaptierte der Autor z. B. Pjotr Jerschows Das bucklige Pferdchen. Viele seiner Werke wurden am Irkutsker Jugendtheater gezeigt, wo er oftmals selbst mit dem Publikum ins Gespräch kam. Sein Stück Сказка про репку (Skaska pro repku) lief unter dem Titel Das Rübchen auch in der DDR.
Für Канун грозы (Kanun grosy) über das Lena-Massaker wurde ihm im Jahr 1952 der Stalinpreis verliehen.
Maljarewski galt als vielfältig interessiert und arbeitete über Jahre hinweg an dem 1957 erschienenen Buch Очерки по истории театральной культуры Сибири (Otscherki po istorii teatralnoi kultury Sibiri), in dem er die Theatergeschichte Sibiriens darstellte.

## Theaterstücke (Auswahl)
- 1934: Доржи Банзаров (Dorschi Bansarow)
- 1938: Счастье (Stschastje)
- 1939: Кот в сапогах (Kot w sapogach)
- 1940: Чудесный клад (Tschudesny klad)
- В городе N (W gorode N)
- Партизаны уходят в лес (Parisany uchodjat w les)
- 1946: Костер (Koster)
- 1947: Меч Китая (Metsch Kitija)
- 1949: Канун грозы (Kanun grosy)
- 1950: Das Rübchen (Skaska pro repku)
- 1952: Конёк-Горбунок (Konjok-Gorbunok)
- 1956: Крутые перекаты (Krutyje perekaty)
- 1957: Поэма о хлебе (Poema o chlebe)
- 1958: Камень – птица (Kamen – ptiza)